# Берлешть (комуна)
Берлешть, Берлешті (рум. Berlești) — комуна у повіті Горж в Румунії. До складу комуни входять такі села (дані про населення за 2002 рік):
- Берлешть (290 осіб) — адміністративний центр комуни
- Бирзею (200 осіб)
- Гилчешть (351 особа)
- Ліхулешть (873 особи)
- Пириу-Віу (270 осіб)
- Скрада (300 осіб)
- Скурту (124 особи)

Комуна розташована на відстані 199 км на захід від Бухареста, 33 км на південний схід від Тиргу-Жіу, 66 км на північ від Крайови.

## Населення
За даними перепису населення 2002 року у комуні проживали 2408 осіб.
Національний склад населення комуни:
| Національність | Кількість осіб | Відсоток |
| -------------- | -------------- | -------- |
| румуни         | 2407           | > 99,9%  |
| німці          | 1              | < 0,1%   |

Рідною мовою назвали:
| Мова      | Кількість осіб | Відсоток |
| --------- | -------------- | -------- |
| румунська | 2407           | > 99,9%  |
| німецька  | 1              | < 0,1%   |

Склад населення комуни за віросповіданням:
| Релігія       | Кількість осіб | Відсоток |
| ------------- | -------------- | -------- |
| православні   | 2403           | 99,8%    |
| п'ятдесятники | 5              | 0,2%     |